# Internationalisering og lokalisering
Inden for databehandling er internationalisering og lokalisering ofte forkortet henholdsvis i18n (fra internationalization, numeronym) og l10n (fra localization), midler til at tilpasse computersoftware til forskellige sprog, regionale særegenheder og tekniske krav for en locale.
Internationalisering er processen med at designe en softwareapplikation, så den kan tilpasses til forskellige sprog og regioner uden tekniske ændringer. Lokalisering er processen med at tilpasse internationaliseret software til en bestemt region eller sprog ved at oversætte tekst og tilføje lokalitetsspecifikke komponenter.
Lokalisering (som potentielt udføres flere gange, for forskellige lokaliteter) bruger den infrastruktur eller fleksibilitet, som internationaliseringen giver (som ideelt set kun udføres én gang før lokalisering, eller som en integreret del af den igangværende udvikling).